# Neivamyrmex megathrix
Neivamyrmex megathrix es una especie de hormiga guerrera del género Neivamyrmex, subfamilia Dorylinae. Esta especie fue descrita científicamente por Kempf en 1961.
Se encuentra en Ecuador, Guyana Francesa, Guyana y Surinam.